# Stanko Nižić
Stanko Nižić (Crveni Grm kraj Ljubuškog, 24. veljače 1951. – Zürich, 24. kolovoza 1981.), hrvatski emigrantski djelatnik, novinar i žrtva UDBA-e. Djelovao je u Švicarskoj.
Djelovao je preko Hrvatskoga radnika, lista koji je bio glasilo Hrvatskog radničkog saveza Europe - Pozdrav Domovini. Autor je više promidžbenih materijala o Hrvatskoj i njezinu položaju u SFRJ. Uređivao je Hrvatsku revoluciju. Nije se priklanjao nijednoj političkoj stranci. Ubio ga je suradnik Služba državne bezbjednosti (UDBA-e) 24. kolovoza 1981. smaknula na njegovom radnom mjestu u jednom hotelu u Zürichu.
Pokopan je u Dietikonu, a poslije su mu lijes prenijeli u Crveni Grm kod Ljubuškog.
2008. godine Švicarska je obnovila istragu za njegovo ubojstvo.

## Djela
- Hrvati, tražimo kongres
- In memoriam - fra Branko Marić
- Uputnik hrvatskim borcima za slobodu Domovine (suautor)

Pisma su mu zastupljena u knjizi Slavka Grubišića Nad ponorom pakla.